# Ruská pomocná akce

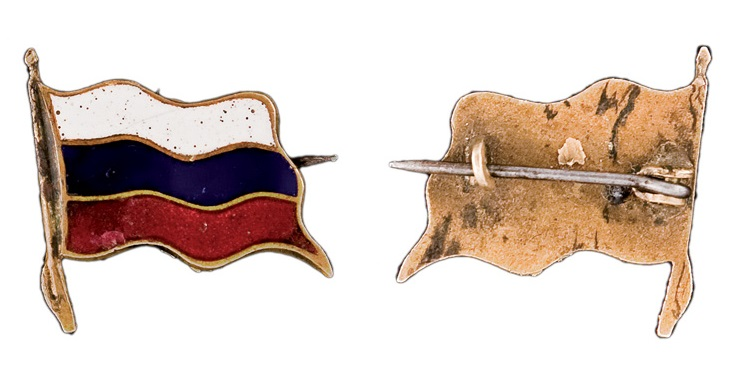
Odznak „ruské akce“ pro členy ruské bílé emigrace žijící v Československu. Odznak měl několik podob, které se vyráběly v letech 1921–1938

Ruská pomocná akce, či Akce ruské pomoci apod. (rusky Ру́сская а́кция по́мощи nebo jen Ру́сская а́кция) byl program pomoci vyhlášený československou vládou v roce 1921 určený uprchlíkům z Ruska, kteří byli nuceni opustit svou vlast po bolševické revoluci v Rusku.
V emigrantských kruzích se název „ruská akce“ stal brzy obecným označením pro veškerou pomoc poskytovanou ruským emigrantům v letech 1918-1927 ze strany Bulharska, Německa, Francie, Království Srbů, Chorvatů a Slovinců a několika dalších zemí, které přijaly ruskou emigraci.

## Ruská akce v Československu
Mimořádným k tomuto programu byl příspěvek Československa, především prezidenta Masaryka, dále tehdejšího ministra zahraničí Edvarda Beneše a předsedy vlády Karla Kramáře. Program československé vlády byl zaměřen nejen na asimilaci ruských emigrantů v Československu, ale také na zachování a další rozvíjení jejich vlastní kultury a vědy. Vzdělávání a školení ruských národních specialistů bylo považováno za prospěšné i pro mladý československý stát, v jehož zájmu bylo obnovení silného Ruska na východní hranici, také z důvodu ochrany vlastní existence před německou a maďarskou hrozbou. Očekávalo se totiž, že kolem roku 1920 budou bolševici zbaveni moci a bude potřeba odborníky, kteří je nahradí ve státní správě. Tento přístup učinil česko-slovenský program pomoci ruským uprchlíkům jedinečným.
Československo se snažilo do země lákat především vědce, ekonomy, inženýry, agronomy, umělce, spisovatele, básníky, divadelníky a mladé lidi, aby zde získali vzdělání. Ruská akce v Československu byla financována ze státního rozpočtu, zejména z prostředků ministerstva zahraničních věcí. První pozornost byla zaměřena na uprchlíky, kteří odešli bez prostředků. Akce ovšem předpokládala komplexní podporu, od materiální podpory pro potřebné po finanční prostředky na rozvoj kultury, vzdělávání a bezplatnou lékařskou péči pro seniory, zdravotně postižené apod.
Ruští a ukrajinští studenti dostali příležitost dokončit své vzdělání. V Praze, které začali přezdívat „ruský Oxford“, bylo otevřeno Ruské gymnázium, Ruská národní univerzita, Ruská právnická fakulta, Ruský institut zemědělské spolupráce a na 11 vědeckých společností a institucí. Výuka probíhala v ruštině a podle programů, které dříve existovaly v Ruském impériu. Školení vedli ruští odborníci nejvyšší úrovně – právníci P. I. Novgorodcev a P. N. Savickij, historici A. A. Kizeveter, A. V. Florovskij, G. V. Vernadskij, ekonomové P. B. Struve a S. N. Prokopovič, filozofové N. A. Berďajev,[zdroj?] N. O Losskij, A. L. Boehm, biolog M. M. Novikov, literární kritik D. I. Čyževskyj a další.
Poněvadž se v Rusku bolševici drželi u moci a původní myšlenka dočasného exilu brala za své, začalo docházet k druhotné emigraci dále na západ. Mnozí z ruských emigrantů, kteří v Československu zůstali, byli po jeho osvobození Rudou armádou v roce 1945 odvlečeni do táborů nucených prací v Sovětském svazu.